# 东亚劝业

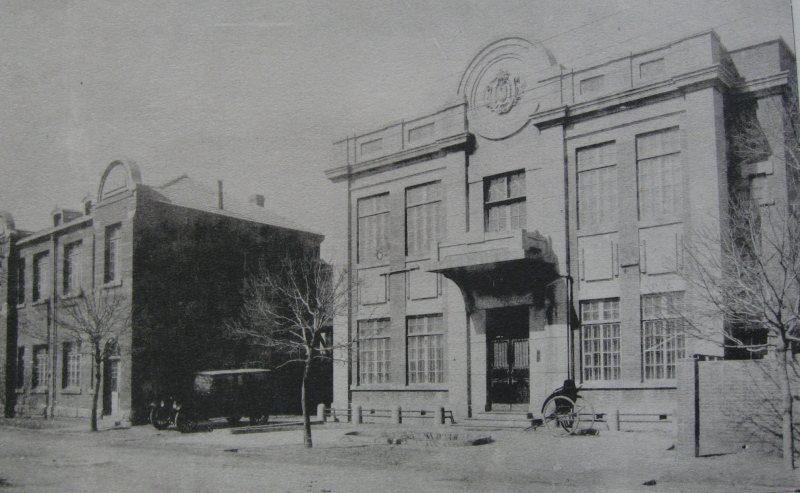
东亚劝业株式会社旧址

东亚劝业株式会社，其总部旧址位于辽宁省沈阳市，是1922年至1935年日本掠取和经营中国东北地区土地的总机关。

## 历史沿革
东亚劝业株式会社于1922年1月20日设立于奉天省城。 额定股本2000万日元，由东拓、满铁、大仓将已经和行将取得的土地作为投资。同年5月1日合并了蒙古产业公司。东亚劝业以在中国东北取得和经营土地， 招募和扶植移民为主要目的。九一八事变后，东亚劝业为收容日本移民在旧吉林省东北部大量收买土地。1935年12月，专门从事日本人移民事业的满洲拓殖株式会社成立，东亚劝业的有关业务移交新会社。1936年6月鲜满拓殖株式会社成立，东亚劝业将其有关朝鲜移民业务全盘交出，并宣告解散。